# Пасторальный роман
Пасторальный роман — жанр европейской литературы XV—XVII вв.
В рамках литературы Ренессанса и барокко возрождаются античные влияния, включая влияние греческого любовного романа и пасторали. В соединении с рыцарской традицией они порождают пасторальный роман («Аркадия» Якопо Саннадзаро, «Диана» Хорхе Монтемайора, «Галатея» Сервантеса, «Аркадия» Филипа Сидни, «Астрея» д'Юрфе). Удар этой традиции был нанесён пародией Шарля Сореля «Сумасбродный пастух».
Пасторальный роман отчасти идеологически связан с ренессансным утопизмом. В пасторальном романе фактически изъят противостоящий герою жизненный фон, который, пусть в фантастически преображённом виде, имелся в рыцарском романе. Главный предмет романа — «частная жизнь» — предстаёт в пасторальном романе в условном контексте, любовные отношения оказываются единственным видом отношений и проявлений личности. Любовные коллизии и порожденные ими внутренние переживания подчинены только своей собственной внутренней логике. 
Последний и самый великий пасторальный роман, возникший во Франции на стыке Ренессанса и барокко (отчасти и классицизма), — это «Астрея» д'Юрфе, оказавшая огромное влияние на развитие романа XVII и даже XVIII века. Платоническая концепция любовного чувства у д'Юрфе наследует классической куртуазной концепции средневекового романа. Правда, любовный платонизм в известном смысле иллюзорен и маскирует чувственное начало. Фоном выступает равнина Линьона эпохи античной Галлии, и природный фон, таким образом, сливается с псевдоисторическим. Последний момент облегчил «Астрее» возможность влияния на последующий галантный роман.